# Gonatocerus boswelli
Gonatocerus boswelli är en stekelart som beskrevs av Girault 1915. Gonatocerus boswelli ingår i släktet Gonatocerus och familjen dvärgsteklar. Inga underarter finns listade i Catalogue of Life.